# 日本電炉工業
株式会社日本電炉工業（にほんでんろこうぎょう）は、愛知県名古屋市に本社を置く電気炉メーカー。

## 概要
日本電炉工業は工業用電気炉の設計製造販売を行う。
各種雰囲気炉、連続炉（メッシュベルト式、プッシャー式）、バッチ炉。
経営
1954年早瀬正道が創業し、セラミック焼成炉、ロー付け炉を中心に事業を広げる。現在の社長は、今川知也。
工場
安城工場（愛知県安城市）